# Megasema depravata
Megasema depravata är en fjärilsart som beskrevs av Bang-haas 1912. Megasema depravata ingår i släktet Megasema och familjen nattflyn. Inga underarter finns listade i Catalogue of Life.